# ورزشگاه دکتر ماگالهیز پسوآ
ورزشگاه دکتر ماگالهیز پسوآ (انگلیسی: Dr. Magalhães Pessoa Stadium) ورزشگاه فوتبال در لیریا، پرتغال است که برای مسابقات جام ملت‌های اروپا ۲۰۰۴ ساخته شده‌است. همچنین این ورزشگاه محل برگزاری بازی‌های خانگی باشگاه فوتبال لیریا می‌باشد.
این ورزشگاه دارای صندلی‌های رنگی با گنجایش ۲۳۸۸۸ نفر می‌باشد.
این ورزشگاه میزبان سوپر جام فوتبال پرتغال در سال‌های ۲۰۰۶ و ۲۰۰۷ نیز بود.